# Francisco Arturo Pérez Pérez
Francisco Arturo Pérez Pérez (Acapulco, Guerrero; 15 de mayo de 1982) es un político mexicano afiliado al partido Movimiento Regeneración Nacional (MORENA). Es licenciado en Comunicación y Relaciones Públicas por la Universidad Americana de Acapulco y ha desempeñado diversos cargos en el ámbito político y gubernamental.

## Trayectoria Política
En 2018, Arturo Pérez formó parte del equipo de campaña del Ingeniero Félix Salgado Macedonio como jefe de prensa. Posteriormente, en 2021, ocupó el mismo puesto durante la campaña de Evelyn Cecia Salgado Pineda como candidata a la gubernatura de Guerrero.
En enero de 2022, fue designado Subsecretario de Contraloría y Transparencia Gubernamental en el gobierno de Evelyn Cecia Salgado Pineda, desempeñándose en este cargo hasta noviembre del mismo año. A partir de diciembre de 2022 y hasta febrero de 2024, fungió como asesor de la gobernadora Salgado Pineda.

## Participación en el Senado de la República
El 1 de marzo de 2024, Arturo Pérez acompañó al Ingeniero Félix Salgado Macedonio como senador suplente en la fórmula por el partido MORENA para el periodo 2024-2027. Tras resultar ganadores en la elección, el 9 de junio de 2024 recibieron su Constancia de Mayoría por parte del Instituto Nacional Electoral (INE), confirmando sus cargos como Senador de la República titular y suplente.
El 3 de diciembre de 2024, el pleno del Senado de la República otorgó licencia al senador Félix Salgado Macedonio para separarse de sus actividades legislativas del 1 al 15 de diciembre de 2024. Luego de la aprobación de la solicitud, Arturo Pérez asumió el cargo de Senador de la República tras rendir protesta ante el Presidente de la Mesa Directiva, Gerardo Fernández Noroña.